# Сегабијело (Бреша)
Сегабијело је насеље у Италији у округу Бреша, региону Ломбардија.
Према процени из 2011. у насељу је живело 593 становника. Насеље се налази на надморској висини од 149 м.